# Ludoș
Ludoș [ˈludoʃ] (veraltet Ludoșul Mare oder Luduș; deutsch Ludesch, siebenbürgisch-sächsisch Logdes, ungarisch Nagyludas) ist eine Gemeinde im Kreis Sibiu, in der Region Siebenbürgen in Rumänien.
Der Ort ist auch unter der deutschen Bezeichnungen Gross-Logdes und der ungarischen Ludas bekannt.

## Geographische Lage

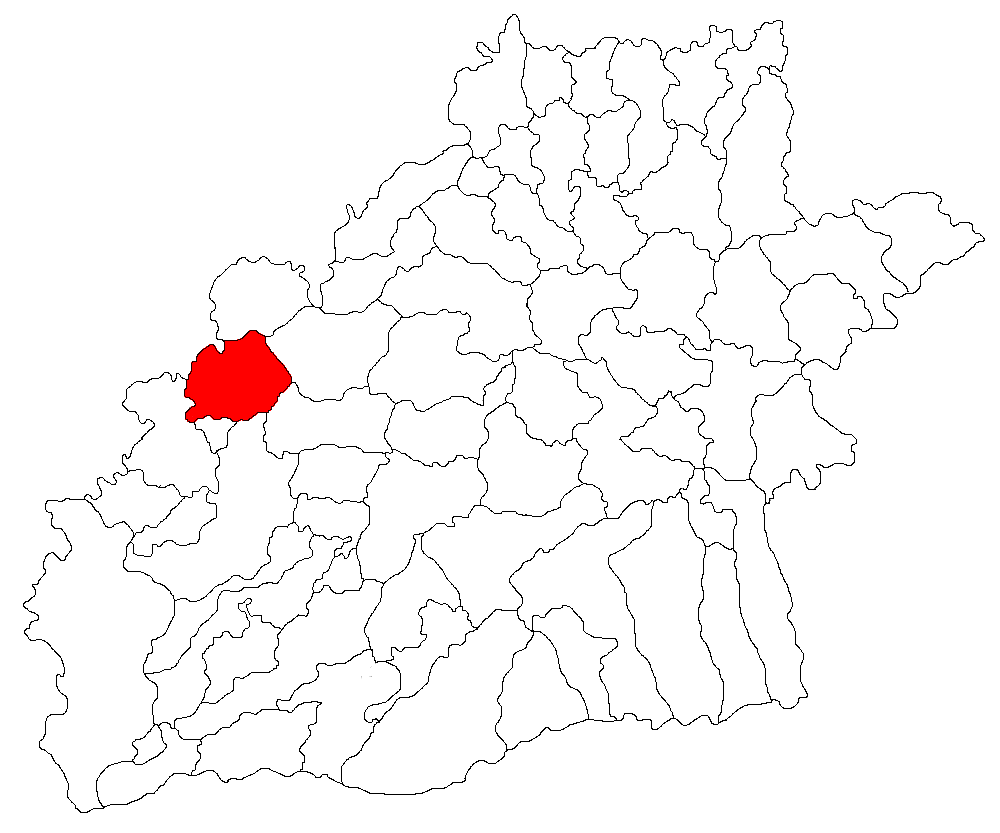
Lage der Gemeinde Ludoș im Kreis Sibiu

Die Gemeinde Ludoș liegt im Südwesten des Siebenbürgischen Beckens am Oberlauf des Secaș (Zekesch), einem Zufluss des Sebeș (Mühlbach). Im Westen des Kreises Sibiu an der  Kreisstraße (drum județean) DJ 106G, liegt der Ort Ludoș ca. zehn Kilometer nordöstlich von der Kleinstadt Miercurea Sibiului (Reußmarkt); die Kreishauptstadt Sibiu (Hermannstadt) befindet sich etwa 45 Kilometer südöstlich entfernt. Etwa acht Kilometer südlich von Ludoș verläuft die rumänische Autobahn A1.

## Geschichte
Der Ort Ludoș wurde erstmals, nach unterschiedlichen Angaben, 1142 oder 1330 urkundlich erwähnt. Zu Zeiten der Österreichisch-Ungarischen Monarchie gehörte der Ort dem Stuhlbezirk Szerdahely, des historischen Hermannstädter Komitats, an.

## Bevölkerung
Die Bevölkerung der Gemeinde entwickelte sich wie folgt:
| Volkszählung | Volkszählung | Ethnische Zusammensetzung | Ethnische Zusammensetzung | Ethnische Zusammensetzung | Ethnische Zusammensetzung |
| Jahr         | Bevölkerung  | Rumänen                   | Ungarn                    | Deutsche                  | Andere                    |
| ------------ | ------------ | ------------------------- | ------------------------- | ------------------------- | ------------------------- |
| 1850         | 2.734        | 2.378                     | 7                         | 286                       | 63                        |
| 1920         | 3.431        | 2.989                     | 15                        | 427                       | -                         |
| 1941         | 3.058        | 2.704                     | 2                         | 352                       | -                         |
| 1966         | 2.158        | 1.946                     | -                         | 205                       | 7                         |
| 1992         | 930          | 797                       | 1                         | 69                        | 63                        |
| 2002         | 794          | 725                       | 1                         | 30                        | 38                        |
| 2011         | 746          | 645                       | 4                         | 21                        | 76                        |
| 2021         | 548          | 516                       | 3                         | 11                        | 18                        |

Seit 1850 wurde auf dem Gebiet der heutigen Gemeinde die höchste Einwohnerzahl und gleichzeitig die der Rumänen und der Rumäniendeutschen 1920, die der Roma 1850 und 1992, und die der Magyaren (20) 1910 ermittelt. Die Mehrheit der Rumäniendeutschen lebten im eingemeindeten Dorf Gusu (Gießhübel), ein ehemaliges Hörigendorf der Region.

## Sehenswürdigkeiten
- Im Gemeindezentrum die orthodoxe Kirchen Sf. Ioan Botezătorul und Sf. Gheorghe.
- Im eingemeindeten Dorf Gusu die evangelische und die orthodoxe Kirche.

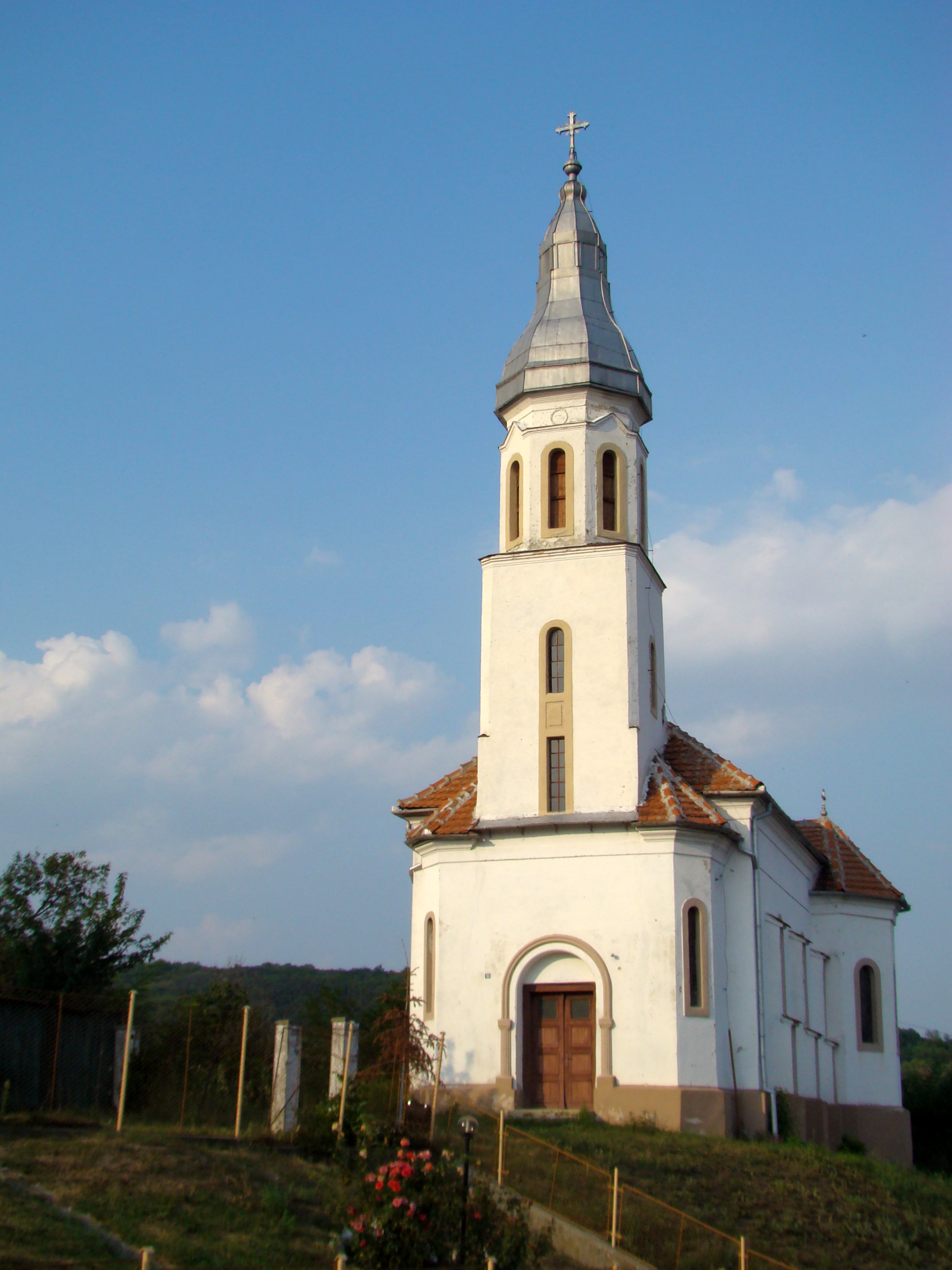
Kirche in Ludoș
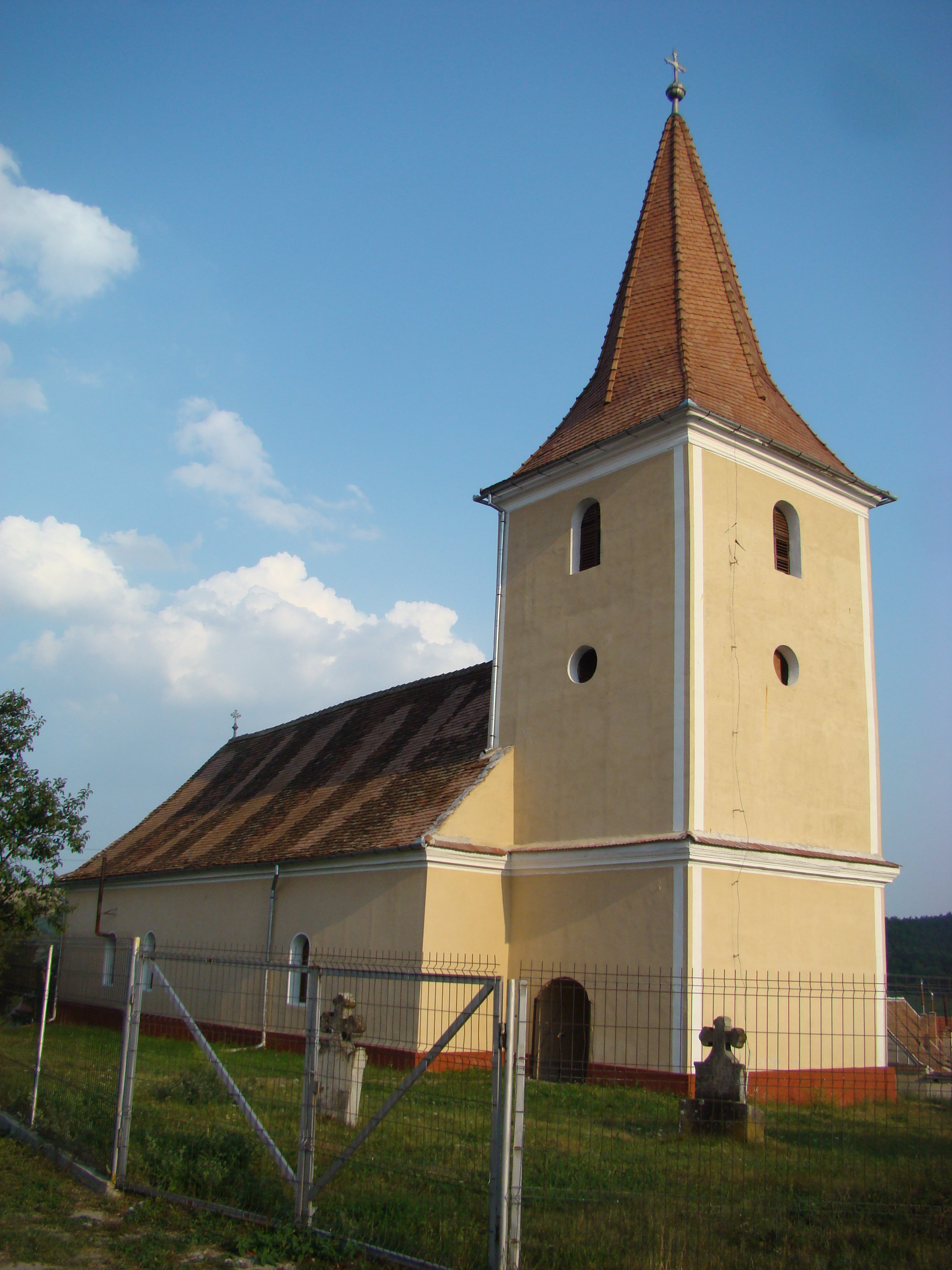
Kirche in Ludoș
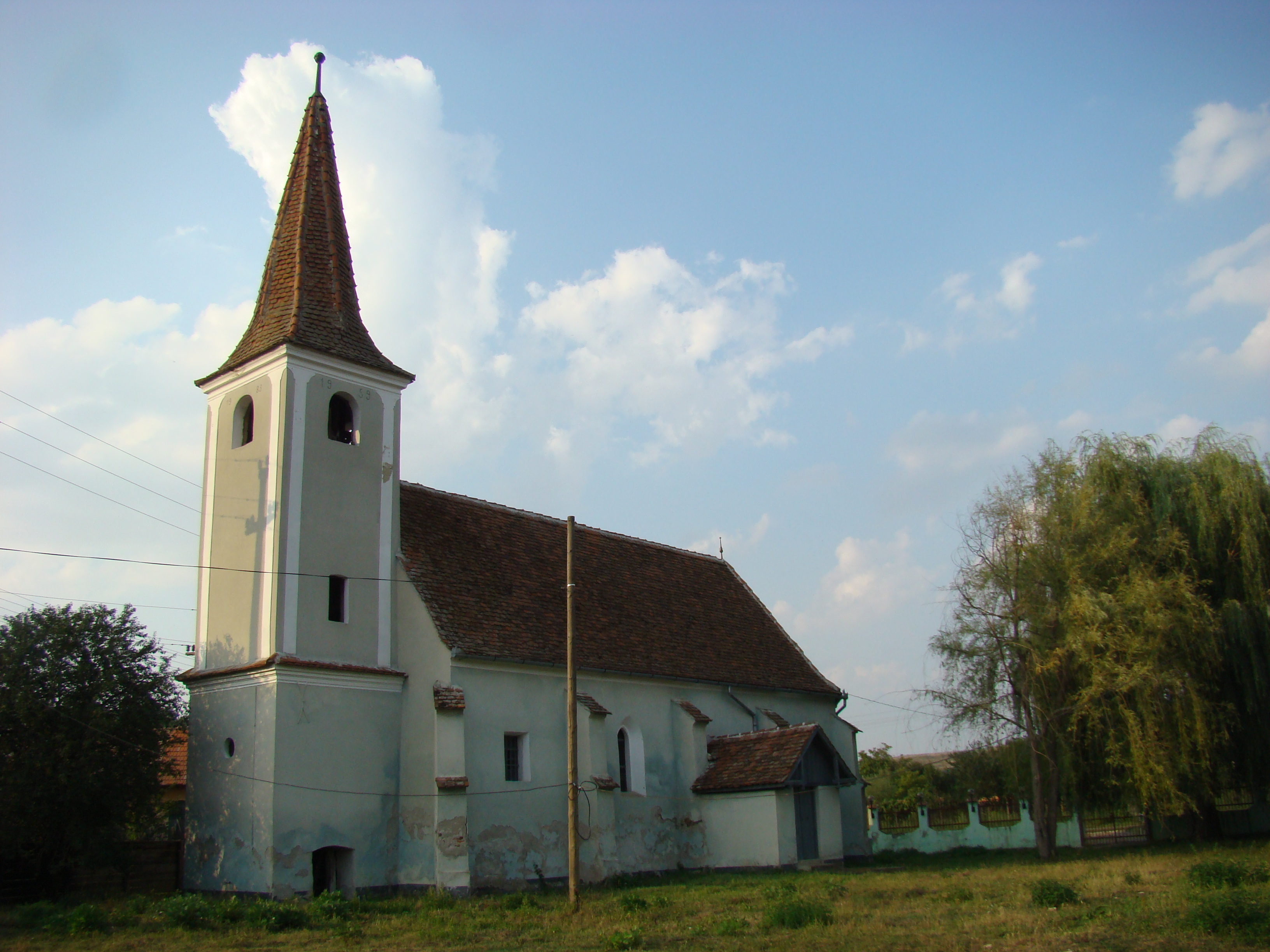
Kirche in Gusu
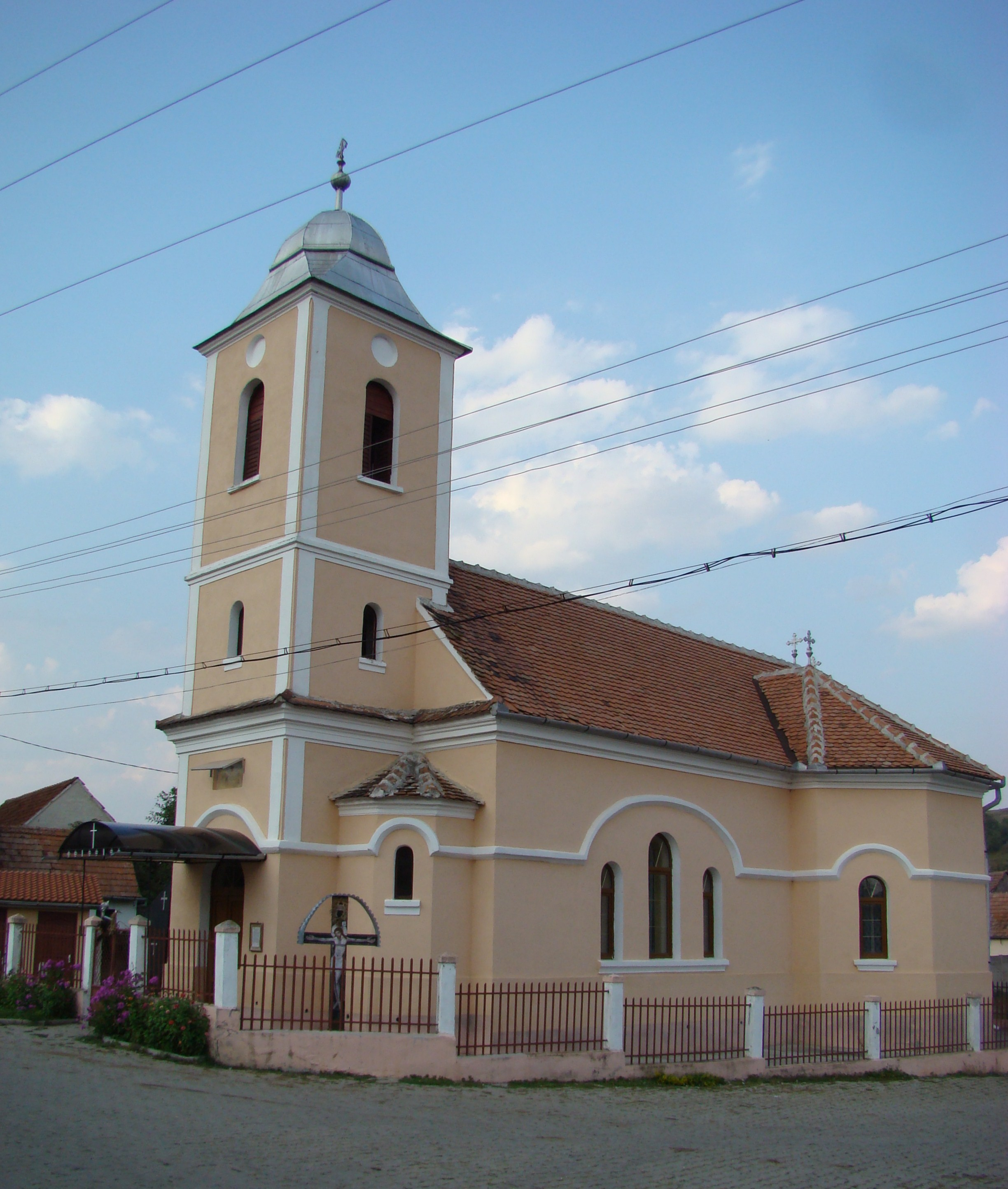
Kirche in Gusu

## Persönlichkeiten
- Octavian Smigelschi (1866–1912), Maler[8]